# Hama Higa
Hama Higa (jap. 浜比嘉; * 1663 auf Hamahiga, Königreich Ryūkyū (heute Teil von Uruma, Präfektur Okinawa); † 1738) war einer der ersten Kampfkunstexperten des Karate und Kobudo.
Hama Higa kannte bereits 1682 eine Methode des Umgangs mit den Sai und Tode. Er hat ein Leben geführt, welches ein Beispiel für Bunbu Ryodo ist – den zweifachen Weg des Schwerts und des Pinsels.
- Von ihm entwickelte Kata

Hama Higa no Kon, Hama Higa no Sai, Hama Higa no Tonfa, Hama Higa no Kama.